# Province d'Ancône
Pour les articles homonymes, voir Ancône (homonymie).
La province d'Ancône est une province italienne, sur l'Adriatique, dans la région des Marches. Sa capitale provinciale est Ancône.

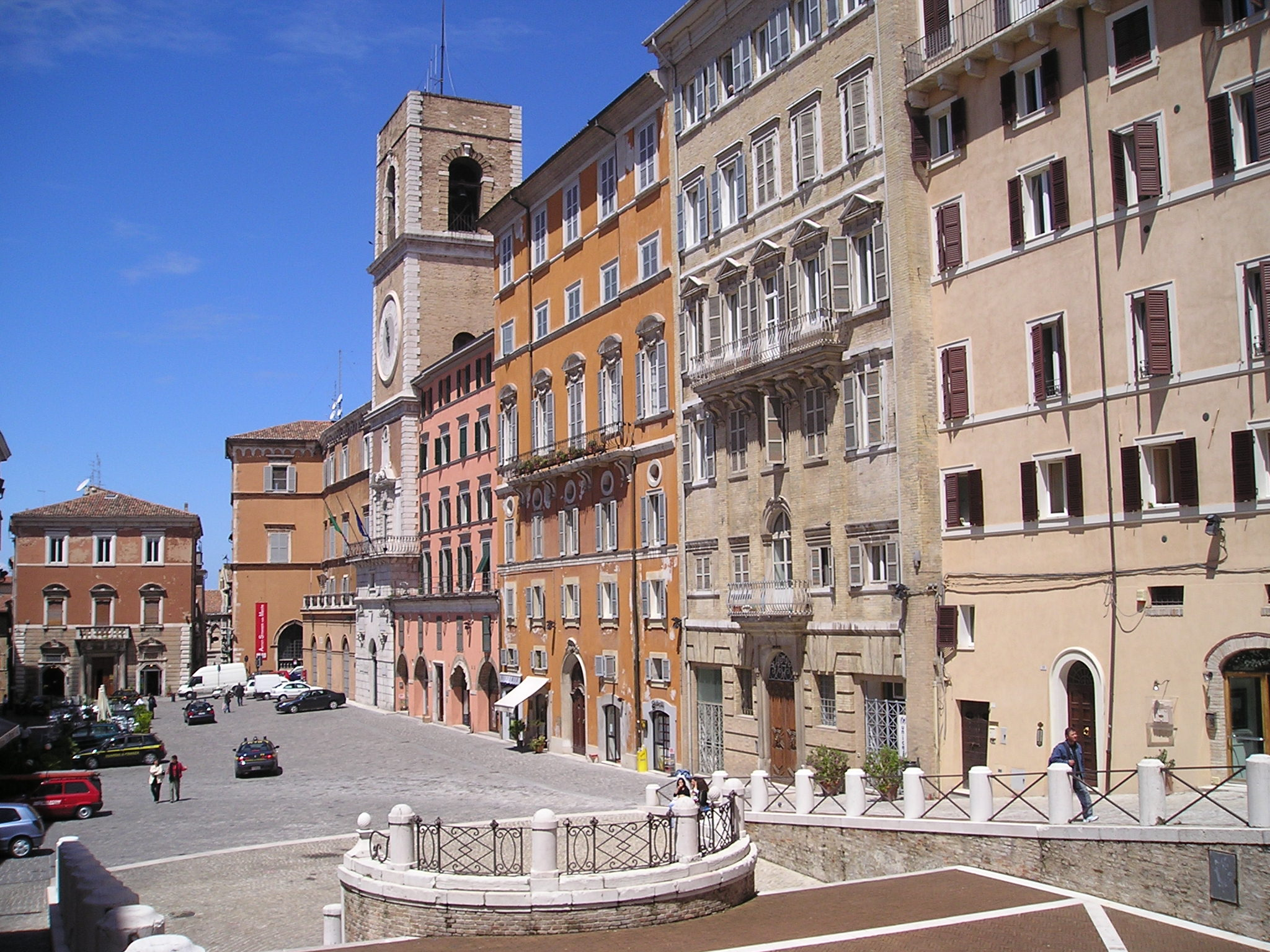
Photo d'Ancône.

## Géographie
La province d'Ancône compte environ 465 676 habitants. Sa capitale est Ancône. Elle se situe à l'est de l'Italie, sur la côte adriatique. Elle a des frontières communes, au nord-ouest, avec la province de Pesaro et Urbino, dans le sud avec la province de Macerata, à l'ouest avec l'Ombrie (province de Pérouse).

## Histoire
- Les premières implantations remontent à l'âge du bronze et du fer. Par la suite, les Grecs ont colonisé le territoire. En 295 av. J.-C., les Romains sont venus et ont fondé de nombreuses villes.
- La zone a été offerte par Charlemagne à l'État de l'Église.
- Vers l'an 1000, la région d'Ancône a commencé une lutte pour l'indépendance et a donc affronté à plusieurs reprises le Saint-Empire romain germanique, qui a essayé à plusieurs reprises de rétablir son autorité.
- La province d'Ancône correspond à l'ancienne marche d'Ancône. Elle a formé sous Napoléon Ier les départements du Tronto, du Musone, et une partie de celui du Métaure.

## Les villes les plus grandes
- Ancône, capitale de la province
- Senigallia
- Jesi
- Fabriano

## Nature
Dans la province d'Ancône, il y a les grottes de Frasassi.